# Straas
Straas ist ein Gemeindeteil der Stadt Münchberg im Landkreis Hof (Oberfranken, Bayern). Die Gemarkung Straas liegt teils im Gemeindegebiet von Münchberg, teils im Gemeindegebiet von Stammbach. Sie hat eine Fläche von 20,356 km² und ist in 1814 Flurstücke aufgeteilt, die eine durchschnittliche Fläche von 11221,73 m² haben. In ihr liegen neben dem namensgebenden Ort die Gemeindeteile Abendhut, Biengarten, Kirschbaum, Loh, Löhlein, Nebers, Oelschnitz, Plösen, Plösenmühle, Pulschnitz, Querenbach, Reba, Schödlas, Solg, Steinfurth, Unterer Birnstengel, Walzbach und Wiesenthal. Einöde am Stammbacher Weg zählt zum Gemeindeteil Straas.

## Geografie
Beim Dorf entspringt der Straaser Bach und der Haberbach, beides rechte Zuflüsse der Pulschnitz. Die Staatsstraße 2194 führt zur Bundesstraße 289 (0,9 km nordöstlich) bzw. an Einöde am Stammbacher Weg vorbei zur Anschlussstelle 36 der Bundesautobahn 9 (1,8 km südwestlich). Eine Gemeindeverbindungsstraße führt die B 289 kreuzend Münchberg (1,5 km nordöstlich).

## Geschichte

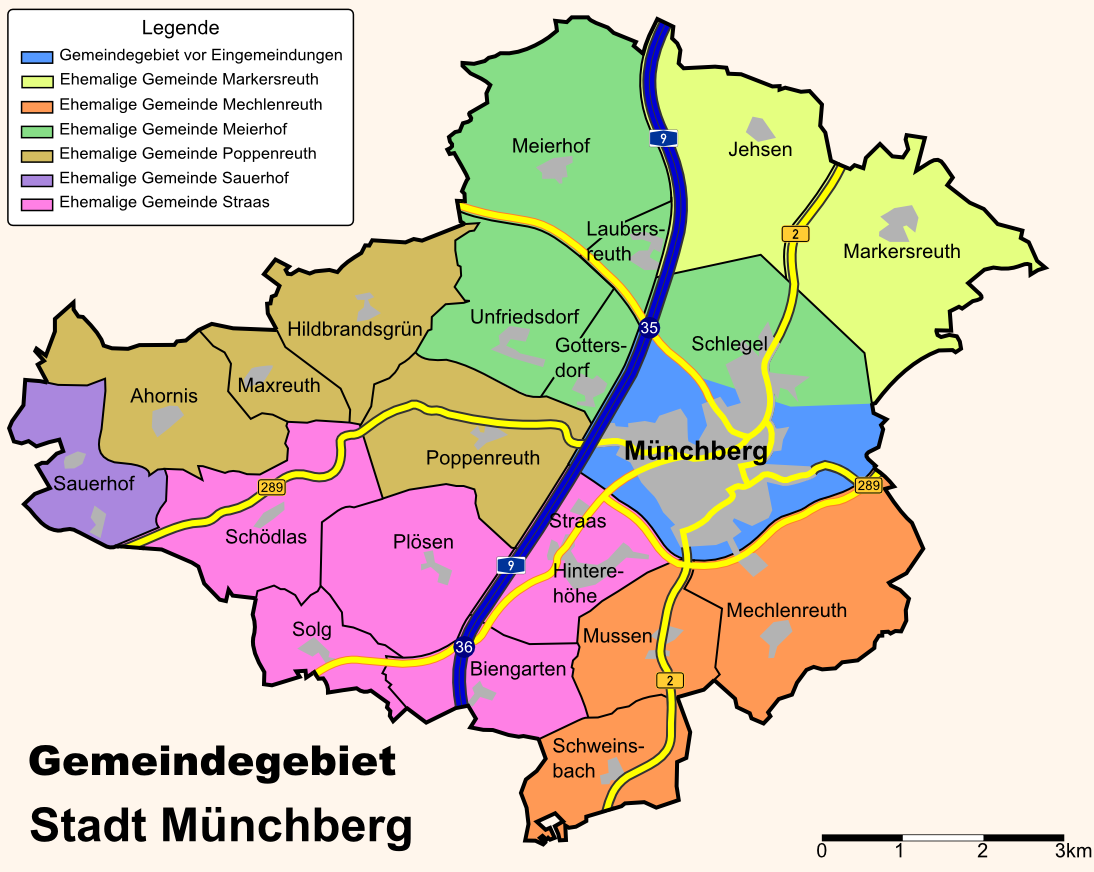
Eingemeindungen ins Stadtgebiet Münchberg

Straas wurde 1361 als Besitz der Herren von Sparneck erstmals urkundlich erwähnt. Diese verkauften den Ort am 22. Februar 1373 an den Nürnberger Burggrafen Friedrich V.
Gegen Ende des 18. Jahrhunderts bestand Straas aus 15 Anwesen. Die Hochgerichtsbarkeit sowie die Dorf- und Gemeindeherrschaft stand dem bayreuthischen Stadtrichteramt Münchberg zu. Grundherren waren
- das Kastenamt Münchberg: 2 Höfe, 7 Halbhöfe, 2 Viertelhöfe, 1 Tropfhaus;
- das Kastenamt Stockenroth: 1 Hof;
- die Hofkanzlei Bayreuth: 2 Einachtelhöfe.[7]

Von 1797 bis 1810 unterstand Straas dem Justiz- und Kammeramt Münchberg. Nachdem im Jahr 1810 das Königreich Bayern das Fürstentum Bayreuth käuflich erworben hatte, wurde der Ort bayerisch. Infolge des Ersten Gemeindeedikts wurde 1812 der Steuerdistrikt Straas gebildet. Zu diesem gehörten Biengarten, Löhlein, Nebers, Oberer Birnstengel, Oelschnitz, Plösen, Plösenmühle, Pulschnitz, Querenbach, Reba, Schödlas, Solg, Unterer Birnstengel, Walzbach und Wiesenthal. Zugleich entstand die Ruralgemeinde Straas, die deckungsgleich mit dem Steuerdistrikt war. Sie war in Verwaltung und Gerichtsbarkeit dem Landgericht Münchberg zugeordnet und in der Finanzverwaltung dem Rentamt Münchberg (1919 in Finanzamt Münchberg umbenannt). Abendhut, Kirschbaum, Loh, Matter und Steinfurth wurden erst später angelegt. Ab 1862 gehörte Straas zum Bezirksamt Münchberg (1939 in Landkreis Münchberg umbenannt). Die Gerichtsbarkeit blieb beim Landgericht Münchberg (1879 in Amtsgericht Münchberg umgewandelt). Die Gemeinde Straas hatte 1964 eine Gebietsfläche von 20,387 km². Im Zuge der Gebietsreform in Bayern wurde die Gemeinde Straas am 30. Juni 1972 aufgelöst: Biengarten, Löhlein, Nebers, Plösen, Plösenmühle, Pulschnitz, Solg, Schödlas, Straas, Unterer Birnstengel, Walzbach und Wiesenthal wurden nach Münchberg eingemeindet, die Abendhut, Kirschbaum, Loh, Oelschnitz, Querenbach, Reba und Steinfurth nach Stammbach.

### Wappen
Das Gemeindewappen war geteilt von Silber und Schwarz; oben ein roter Sparren, unten drei goldene Hämmer, deren Stiele unten zusammenstießen.

### Baudenkmäler
- Haus Nr. 9: Wohnstallhaus[13]
- Haus Nr. 14: Wohnhaus[13]
- Kriegerdenkmal[13]

### Einwohnerentwicklung
Gemeinde Straas
| Jahr      | 1812  | 1840   | 1852   | 1855   | 1861   | 1867   | 1871   | 1875   | 1880   | 1885   | 1890   | 1895   | 1900   | 1905   | 1910   | 1919   | 1925   | 1933   | 1939   | 1946   | 1950   | 1952   | 1961  | 1970   |
| Einwohner | 661   | 1148   | 1293   | 1235   | 1341   | 1296   | 1269   | 1202   | 1216   | 1246   | 1188   | 1151   | 1095   | 1099   | 996    | 963    | 966    | 884    | 849    | 1158   | 1166   | 1112   | 997   | 948    |
| Häuser    | 134   |        |        |        |        |        | 168    |        |        | 169    | 169    |        | 170    |        |        |        | 171    |        |        |        | 167    |        | 183   |        |
| Quelle    | [ 8 ] | [ 15 ] | [ 15 ] | [ 15 ] | [ 16 ] | [ 17 ] | [ 18 ] | [ 19 ] | [ 20 ] | [ 21 ] | [ 22 ] | [ 15 ] | [ 23 ] | [ 15 ] | [ 24 ] | [ 15 ] | [ 25 ] | [ 15 ] | [ 15 ] | [ 15 ] | [ 26 ] | [ 15 ] | [ 9 ] | [ 27 ] |

Ort Straas
| Jahr      | 001799 | 001812 | 001819 | 001861 | 001871 | 001885 | 001900 | 001925 | 001950 | 001961 | 001970 | 001987 |
| Einwohner | 54     | 133    | 142    | 187    | 181    | 184    | 193    | 223    | 311    | 284    | 250    | 228    |
| Häuser    | 12     | 21     |        |        |        | 28     | 30     | 31     | 32     | 43     |        | 59     |
| Quelle    | [ 28 ] | [ 8 ]  | [ 29 ] | [ 16 ] | [ 18 ] | [ 21 ] | [ 23 ] | [ 25 ] | [ 26 ] | [ 9 ]  | [ 27 ] | [ 1 ]  |

## Religion
Straas ist bis heute nach St. Peter und Paul (Münchberg) gepfarrt und seit der Reformation evangelisch-lutherisch geprägt.

## Bildergalerie

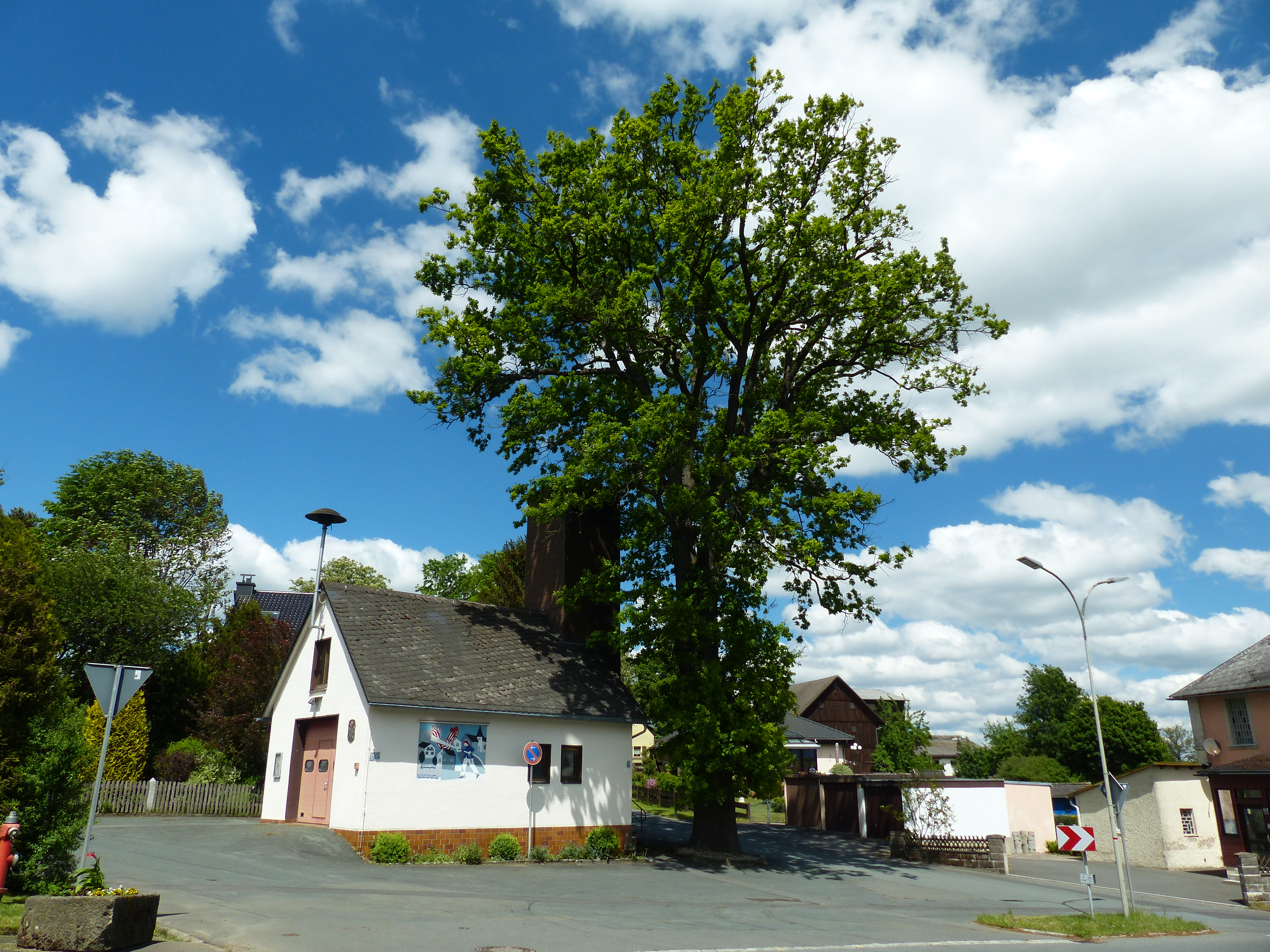
Friedenseiche beim Feuerwehrhaus
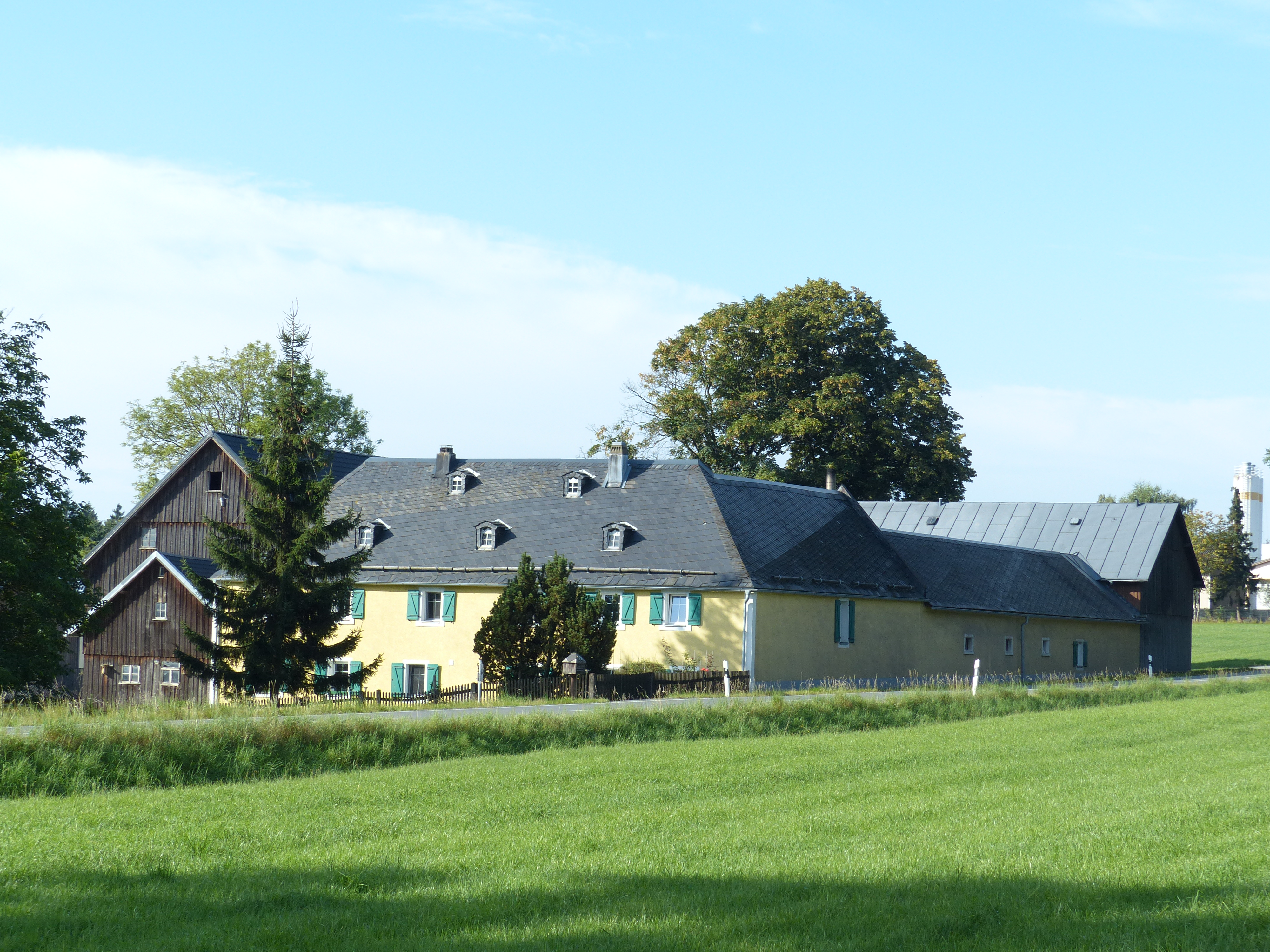
Einzelhof am Ortsende in Richtung A9
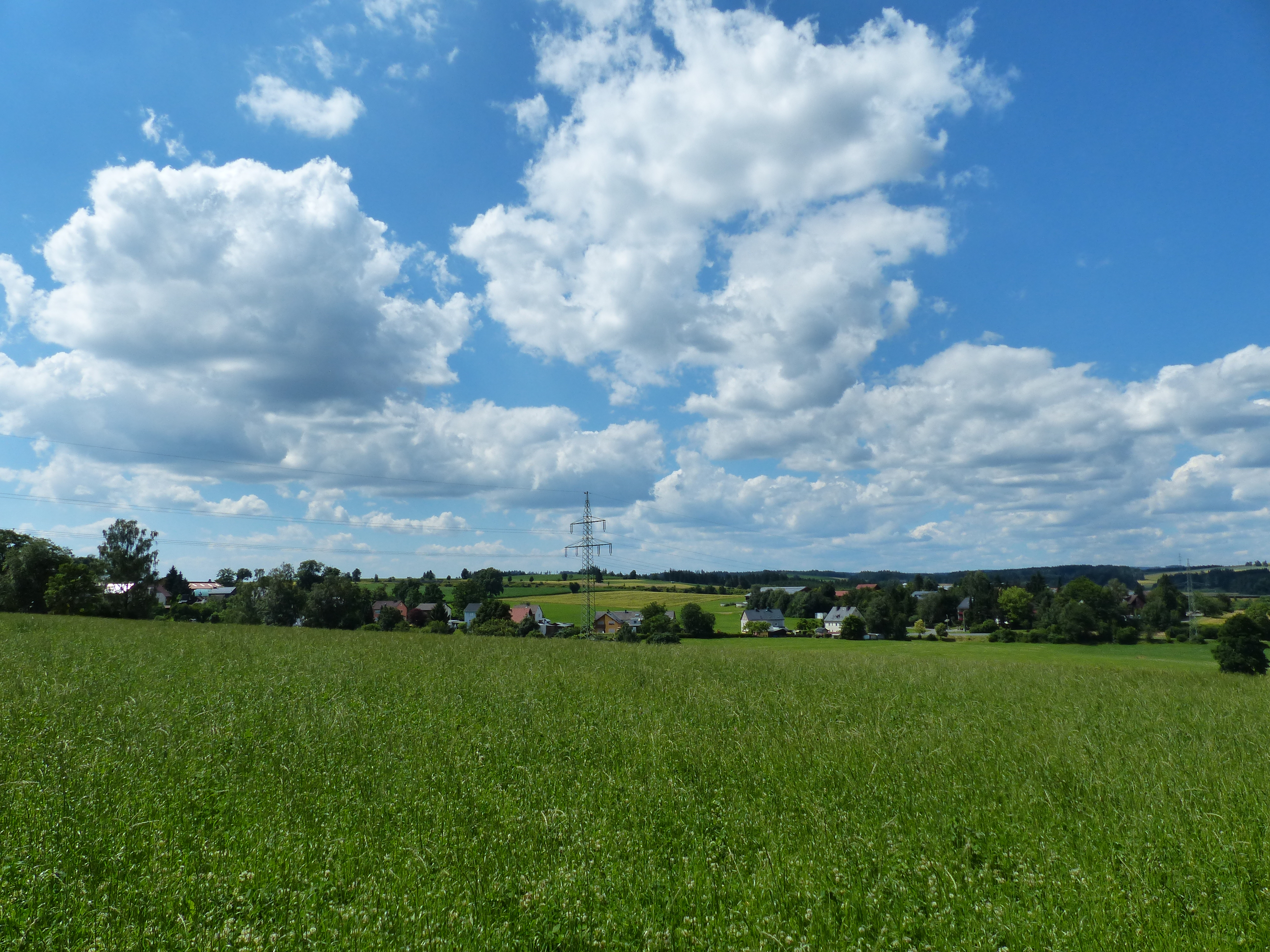
Ortsansicht von Straas